# Moleben

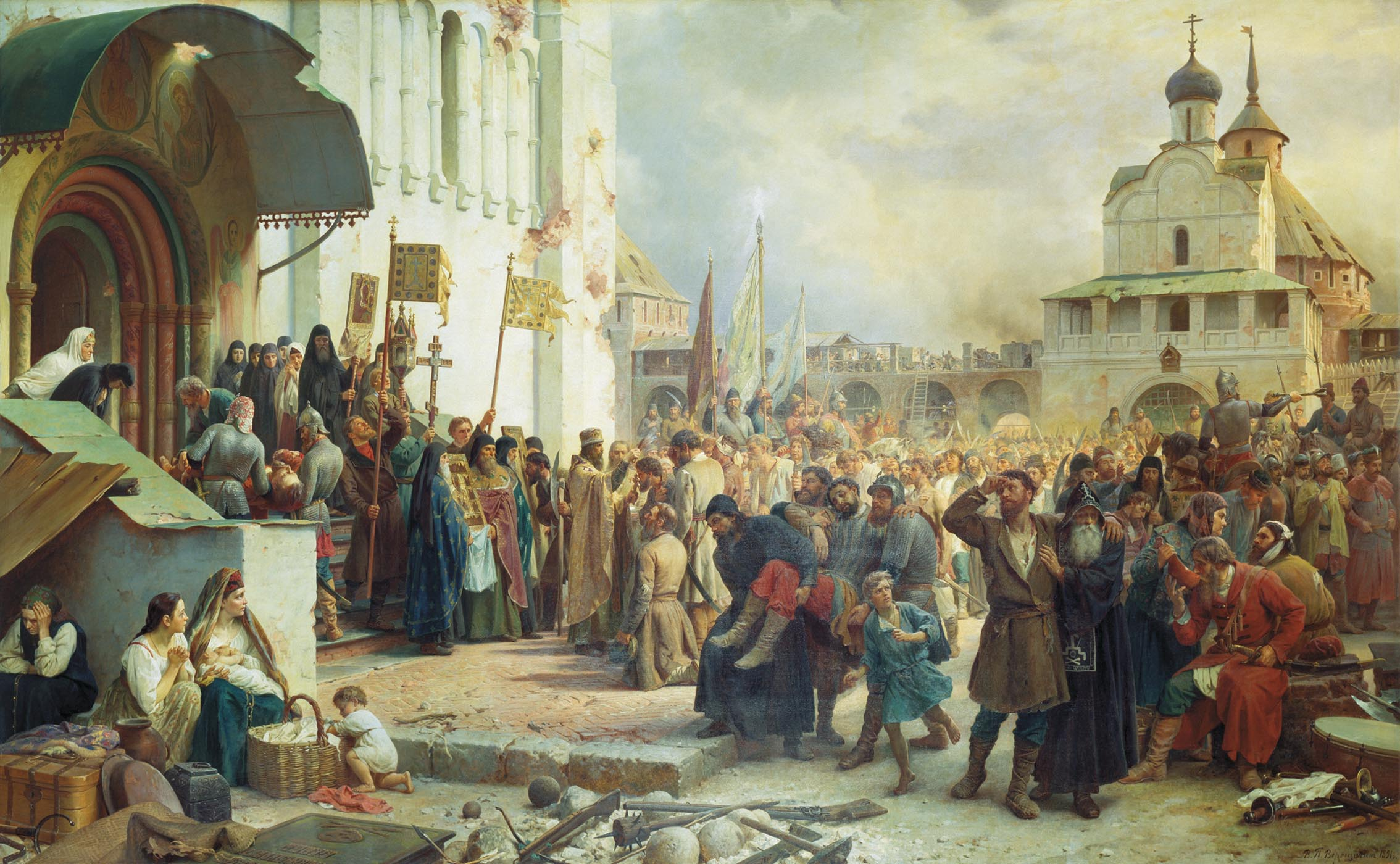
Bénédiction après un moleben à la Laure de la Trinité-Saint-Serge, par Vassili Verechtchaguine, 1891.

Un moleben (Slavon d'église : молебен), appelé aussi molieben, prière d'intercession, prière de supplication,  est un office de supplication dans les Églises d'Orient de tradition slave, adressé à Jésus-Christ, Theotokos (la Mère de Dieu), un saint ou un martyr particulier ou bien lors d'une fête religieuse.
La structure actuelle du moleben est d'origine slave mais elle s'est diffusée en Europe et dans les Églises d'Orient qui suivent la tradition slave. Les Églises de rite byzantin, arabe ainsi les Russes d'Ancien Rite célèbrent un service plus long appelé en grec paraclisis et en slavon d'église Canon de Supplication (Molebnyj Kanon).

## Moleben et paraclisis
Alors que la paraclisis est centrée sur le canon en l'honneur d'un saint, d'une fête… , le moleben omet les odes du cantique qui constituent le fondement du canon et ne retient que les refrains intercalés entre les odes.
La structure générale du moleben est fondée sur celle de l'Orthros tel qu'on le célèbre un jour de fête, suivie d'une lecture de l'Évangile.

## Service du moleben

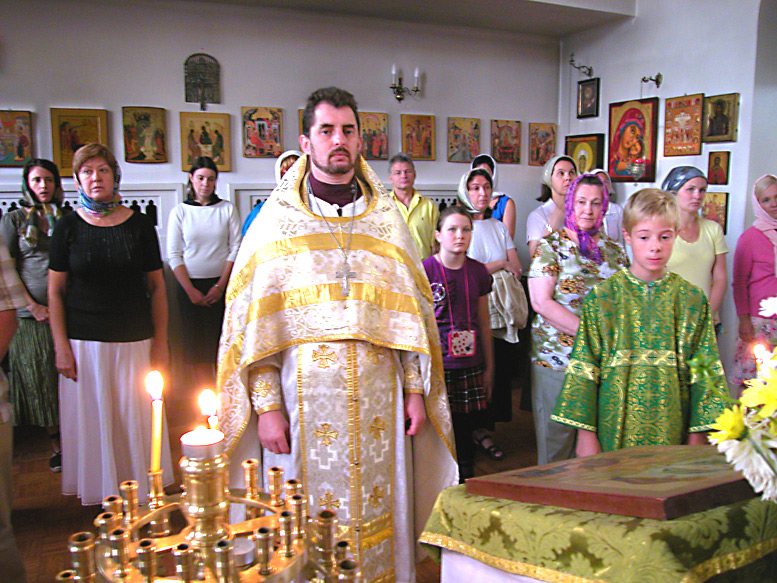
Prêtre orthodoxe russe servant un moleben le jour de la fête du Saint Patron. Église de la Sainte Protection, Düsseldorf, Allemagne.

Le moleben est normalement servi par un prêtre mais il peut aussi dit par un lecteur (dans ce cas les parties normalement chantées par le prêtre sont omises). Il est d'usage de ne servir de moleben qu'en l'honneur des saints canonisés et, tant que possible, face à l'icône de la personne ou de la fête commémorée. Parfois, un acathiste est chanté au cours du moleben.
Un moleben peut être :
- occasionnel : il est servi pour un malade ou une personne qui part en voyage ;
- commémoratif : pour un jour particulier, comme le jour de l'an ou la rentrée des classes ;
- dévotionnel : en l'honneur d'un saint particulier.

Un moleben peut être chanté lors d'une procession. Celle-ci peut se rendre à un point particulier (pèlerinage) ou bien circuler autour d'un édifice sacré : cette dernière pratique a lieu couramment lors de la fête du saint patron d'une église ou lors de la Semaine radieuse. Lorsqu'une procession circule autour d'une église ou d'un monastère, elle fait une pose sur chacune des quatre faces de l'édifice, au cours de laquelle l'évêque ou le prêtre bénit l'édifice, les icônes et les fidèles par projection d'eau bénite.
Le rituel du moleben est très important dans la tradition orthodoxe russe. Un volume entier de l'Euchologion y est consacré. La plupart des molebens sont servis dans une église, mais ils peuvent également être célébrés à domicile, dans les champs, les écoles ou tout autre lieu approprié.